# Scott Cohen
Scott Cohen est un acteur américain, né le 19 décembre 1961 à New York, États-Unis.

## Biographie
Scott Cohen est né le 19 décembre 1961 dans le Bronx, à New York. Sa mère, Beatrice est professeur et son père, Jack Cohen, musicien de jazz.

## Vie privée
Il a épousé Anastasia Traina, une modèle, en 1989. Ils ont eu un fils, Liam Cohen, en mai 1995.

## Filmographie

### Cinéma

#### Longs métrages
- 1990 : L'Échelle de Jacob (Jacob's Ladder) d'Adrian Lyne : Un médecin
- 1992 : Les Mambo Kings (The Mambo Kings) d'Arne Glimcher : Bernardito
- 1993 : Sweet Evil de Michael Paul Girard : Mike
- 1995 : Un ménage explosif (Roommates) de Peter Yates : Un interne
- 1996 : Vibrations de Michael Paseornek : Simeon
- 1996 : Les Griffes de la cigogne (Final Vendetta) de René Eram : Michael Miller
- 1996 : Camp Stories d'Herbert Beigel : Schnair
- 1997 : Parties intimes (Private Parts) de Betty Thomas : Un ami
- 1997 : Fall d'Eric Schaeffer : Derick
- 1997 : Camp Stories de Herbert Beigel : Schnair
- 1997 : A Brother's Kiss de Seth Zvi Rosenfeld : Rapist
- 1998 : Better Living de Max Mayer : Larry
- 1999 : Cross-Eyed de Rudolf Steiner : Melville
- 1999 : King of the Jungle (en) de Seth Zvi Rosenfeld : Officier Norman Turner
- 2001 : La Tentation de Jessica (Kissing Jessica Stein) de Charles Herman-Wurmfeld : Josh Meyers
- 2004 : American Love (Knots) de Greg Lombardo : Dave Siegel
- 2005 : The Circle de Yuri Zeltser : Stan
- 2005 : Confess de Stefan C. Schaefer : Un producteur
- 2008 : The Understudy de David Conolly et Hannah Davis : Jonny
- 2009 : Un hiver à Central Park (The Other Woman) de Don Roos : Jack
- 2009 : Everybody's Fine de Kirk Jones : Le chef d'orchestre
- 2009 : Moonlight Serenade de Giancarlo Tallarico : Volgler / David
- 2009 : Winter of Frozen Dreams d'Eric Mandelbaum : L'avocat de Barbara
- 2009 : Iron Cross de Joshua Newton : Ronnie
- 2009 : Fortune de Peter Scarf : Gabriel Leguard
- 2010 : Love, et autres drogues (Love and Other Drugs) d'Edward Zwick : Ted Goldstein
- 2010 : La Beauté du geste (Please Give) de Nicole Holofcener : Dr Lerner
- 2011 : Loveless de Ramin Serry : Ricky
- 2011 : 3 Weeks to Daytona de Bret Stern : Chuck Weber
- 2012 : Kill the Gringo (Get the Gringo) d'Adrian Grunberg : L'avocat de Frank
- 2013 : Louder Than Words d'Anthony Fabian : Nick Spano
- 2015 : Anesthesia de Tim Blake Nelson : Dr Laffer
- 2015 : James White de Josh Mond : Barry White
- 2015 : Jack of the Red Hearts de Janet Grillo : Mark Adams
- 2016 : As You Are de Miles Joris-Peyrafitte : Tom
- 2016 : To Whom It May Concern de Manu Boyer : Mike
- 2017 : Who We Are Now de Matthew Newton : Sam
- 2017 : Active Adults d'Aaron Fisher-Cohen : Mick
- 2018 : Mariage à Long Island (The Week Of) de Robert Smigel : Ron
- 2018 : Write When You Get Work de Stacy Cochran : Guy Brinckerhoff
- 2018 : Braid de Mitzi Peirone : Détective Siegel
- 2019 : South Mountain d'Hilary Brougher : Edgar
- 2019 : All the Little Things We Kill d'Adam Neutzsky-Wulff : Gary Anderson
- 2023 : La vie selon Ann (The Feeling That the Time for Doing Something Has Passed) de Joanna Arnow : Allen
- 2024 : Beneath the Fold de Neil Thomas Kirby : Terry

#### Courts métrages
- 2003 : Psychoanalysis Changed My Life d'Ellen Novack : Nick Zurmer
- 2009 : Freud's Magic Powder d'Edouard Getaz : Philipp Freud
- 2010 : Capture the Flag de Lisanne Skyler : Luke Edwards
- 2012 : I'm Coming Over de Sam Handel : Werner
- 2012 : Magic: The Gathering - The Musical de Molly Coffee : Dark Stranger (voix)
- 2020 : The Letter d'Amy Carlson : Tony

### Télévision

#### Séries télévisées
- 1993 : Sweet Evil de Michael Paul Girard : Mike
- 1994 : On ne vit qu'une fois (One Life to Live) : Ray Martino
- 1994 / 2000 - 2001 : New York Police Blues (NYPD Blue) : Eddie Reyna / Détective Henry Denby
- 1995 : New York News (en) : Greg Wilson
- 1997 : New York, police judiciaire (Law and Order) : Eddie Newman
- 1997 : Oz : Agent Jeremy Goldstein
- 1997 : FX, effets spéciaux (F/X: The Series) : Michael Lopez / Frank Alonso Diaz
- 1997 : Feds : Rod Nesbitt
- 1997 : Dellaventura (en)
- 1998 : New York Undercover : Petrello
- 2000 : Affaires non classées (Silent Witness) : Soriano
- 2000 : Gilmore Girls : Max Medina
- 2000 : Le Dixième Royaume (The 10th Kingdom) : Wolf, le loup
- 2000 - 2001 : Enfance volée (Perfect Murder, Perfect Town: JonBenét and the City of Boulder) : Steve Thomas
- 2000 - 2003 : Gilmore Girls : Max Medina
- 2002 : The Practice : Donnell et Associés (The Practice) : Mitchell Wheeler
- 2002 - 2003 : Street Time : James Liberti
- 2004 : FBI : Portés disparus (Without a Trace) : Bernie Scoggins
- 2005 - 2006 : New York, cour de justice (Law and Order: Trial by Jury) : Chris Ravell
- 2006 : Numbers : James Grace
- 2008 : Cashmere Mafia : Nicholas Branch
- 2008 : The Return of Jezebel James : Marcus Sonti
- 2009 : New York, section criminelle (Law and Order: Criminal Intent) : Neil Hayes-Fitzgerald
- 2009 : Les Experts : Manhattan (CSI: NY) : Aaron Lesnick
- 2010 : Hawaii 5-0 (Hawaii Five-0) : Roland Lowery
- 2010 : Grey's Anatomy : Tom Evans
- 2010 : Castle : Lieutenant Stan Holliwell
- 2010 : The Glades : Sénateur Donald Chapman
- 2010 : Les Experts (CSI: Crime Scene Investigation) : Aaron Custer
- 2010 : Blue Bloods : Dr Warren Wakefield
- 2011 : Unforgettable : Dr Sam Barlow
- 2011 : Larry et son nombril (Curb Your Enthusiasm) : Ira
- 2011 - 2012 : Pan Am : Everett Henson
- 2011 - 2013 : La Diva du divan (Necessary Roughness) : Nico Careles
- 2012 : Person of Interest : Inspecteur Doug Rasmussen
- 2013 - 2014 : The Carrie Diaries : Harlan Silver
- 2014 : Elementary : Nolan Sharp
- 2015 : Allegiance : Mark O'Connor
- 2016 : The Good Wife : Jeffrey Nachmann
- 2016 : Les Mystères de Laura (The Mysteries of Laura) : Vince Deluca
- 2016 / 2018 / 2020 : Billions : Pete Decker
- 2017 : I'm Dying Up Here : Roy Brenner
- 2018 : The Americans : Glenn Haskard
- 2018 : Taken : Kasparov
- 2019 : The Fix : Ezra Wolf
- 2019 : Bluff City Law : Professeur Marshall
- 2020 : The Sinner : Bob Kowalski
- 2020 : De celles qui osent (The Bold Type) : Miles Shaw
- 2020 : Big Dogs : Devius Rune
- 2021 : The Equalizer : Robert Harrington, Sr.
- 2021 - 2022 : Power Book II: Ghost : Ricky Sweeney, membre du Congrès
- 2022 : The Resident : Dr Robert Porter
- 2022 : La Fabuleuse Mme Maisel (The Marvelous Mrs Maisel) : Solomon Melamid
- 2022 - 2023 : East New York : Adam Lustig
- 2024 : The Penguin : Luca Falcone
- 2024 : The Girls on the Bus : Charlie Greene

#### Téléfilms
- 1995 : The Wharf Rat de Jimmy Huston : Matt Martin
- 1996 : Gotti de Robert Harmon : Gene Gotti
- 1998 : Anatomie d'un top model (Gia) de Michael Cristofer : Mike Mansfield
- 2001 : Samantha, star de l'ombre (Kiss My Act) de Duane Clark : Michael True
- 2006 : Virus - Nouvelle menace (Fatal Contact: Bird Flu in America) de Richard Pearce : Gouverneur Mike Newsome
- 2007 : Mitch Albom's For One More Day de Lloyd Kramer : Len Benetto
- 2011 : Natalee Holloway : Justice pour ma fille (Justice for Natalee Holloway) de Stephen T. Kay : John Q. Kelly

### Jeu vidéo
- 1996 : Ripper : Jake Quinlan (voix)